# Гамалієвка
Гамалі́євка (рос. Гамалеевка) — село у складі Сорочинського міського округу Оренбурзької області, Росія.

## Населення
Населення — 958 осіб (2010; 1046 у 2002).
Національний склад (станом на 2002 рік):
- росіяни — 94 %